# Чађавица Горња (Бијељина)
Чађавица Горња је насељено мјесто у граду Бијељина, Република Српска, БиХ. Према попису становништва из 1991. у насељу је живјело 973 становника.

## Становништво
| Националност       | 1991.        | 1981.          | 1971.          |
| Срби               | 964 (99,07%) | 1.034 (99,23%) | 1.061 (99,53%) |
| Муслимани          | 2 (0,20%)    | 0              | 0              |
| Хрвати             | 0            | 0              | 1 (0,09%)      |
| Југословени        | 3 (0,30%)    | 4 (0,38%)      | 0              |
| остали и непознато | 4 (0,41%)    | 4 (0,38%)      | 4 (0,37%)      |
| Укупно             | 973          | 1.042          | 1.066          |

| Демографија | Демографија | Демографија |
| Година      | Становника  | Становника  |
| ----------- | ----------- | ----------- |
| 1948.       | 881         |             |
| 1953.       | 966         |             |
| 1961.       | 1.027       |             |
| 1971.       | 1.066       |             |
| 1981.       | 1.042       |             |
| 1991.       | 971         |             |